# John J. Daley
John J. „Jack“ Daley (* 21. Juni 1923 in Rutland (City), Vermont; † 15. Juni 2000 ebenda)  war ein US-amerikanischer Politiker, der von 1965 bis 1969 Vizegouverneur von Vermont war.

## Leben
John J. Daley wurde in Rutland geboren. Er schloss die Mount St. Joseph Academy im Jahr 1942 ab und trat während des Zweiten Weltkriegs dem United States Marine Corps bei. Er diente in der 1st Marine Division und nahm an der Schlacht um Okinawa teil. 
Nach dem Krieg schloss Daley 1949 sein Studium an der Norwich University mit dem Bachelor ab. Anschließend war er als pharmazeutischer Vertriebsmitarbeiter tätig.
Als Mitglied der Demokratischen Partei von Vermont war Daley von 1956 bis 1960 Mitglied des Rutlander Board of Aldermen, davon zwei Jahre als Präsident des Ausschusses. Von 1961 bis 1965 war Daley Bürgermeister von Rutland.
Daley absolvierte zwei Amtszeiten von 1965 bis 1969 als Vizegouverneur von Vermont unter Gouverneur Philip H. Hoff. Gemeinsam waren sie die ersten Mitglieder der Demokratischen Partei, die diese Positionen seit dem Jahr 1850 innehatten. Im Jahr 1968 kandidierte Daley zum Gouverneur, verlor die Wahl jedoch gegen Deane C. Davis.
Auch war Daley Delegierter des Electoral Colleges der Präsidentschaftswahl in den Vereinigten Staaten 1972. Vermont stimmte für den republikanischen Präsidenten Richard Nixon.
Von 1969 bis 1981 lehrte er Sozialwissenschaften an der Rutland Junior High School, dort war er auch als Football-Coach tätig, außerdem für viele Jahre als Football- und Basketball-Schiedsrichter für den Amateur-Sport in der Gegend rund um Rutland.
Eine zweite Amtszeit als Bürgermeister hatte Daley von 1981 bis 1987. Im Jahr 1992 wurde Daley in das Repräsentantenhaus von Vermont gewählt. Er absolvierte zwei Amtszeiten.
John J. Daley starb in Rutland am 15. Juni 2000. Sein Grab befindet sich auf dem Rutland's Evergreen Cemetery.
Daley heiratete 1947 Mary C. Creed. Das Ehepaar hatte 10 Kinder, 8 Töchter und 2 Söhne.